# Psaume 66 (65)
Le Psaume 66 est le 66e psaume du Livre des Psaumes. Dans le système de numérotation légèrement différent de la version grecque de la Septante de la Bible et de la Vulgate latine, ce psaume est le Psaume 65 . En latin, il est connu sous le nom de "Iubilate Deo omnis terra"  C'est un psaume d'action de grâces, probablement destiné à être utilisé lors de la fête de Pâque,. Le psaume est divisé en deux parties: dans les versets 1 à 12, la communauté loue Dieu et invite le monde entier à se joindre à sa louange; des versets 13 à 20, "un individu de la communauté sauvée accomplit le vœu d'offrir un sacrifice d'action de grâce".
Le psaume est régulièrement utilisé lors des liturgies juives, catholiques, luthériennes, anglicanes et autres liturgies protestantes. Il a été mis en musique.

## Texte

### Version du roi Jacques

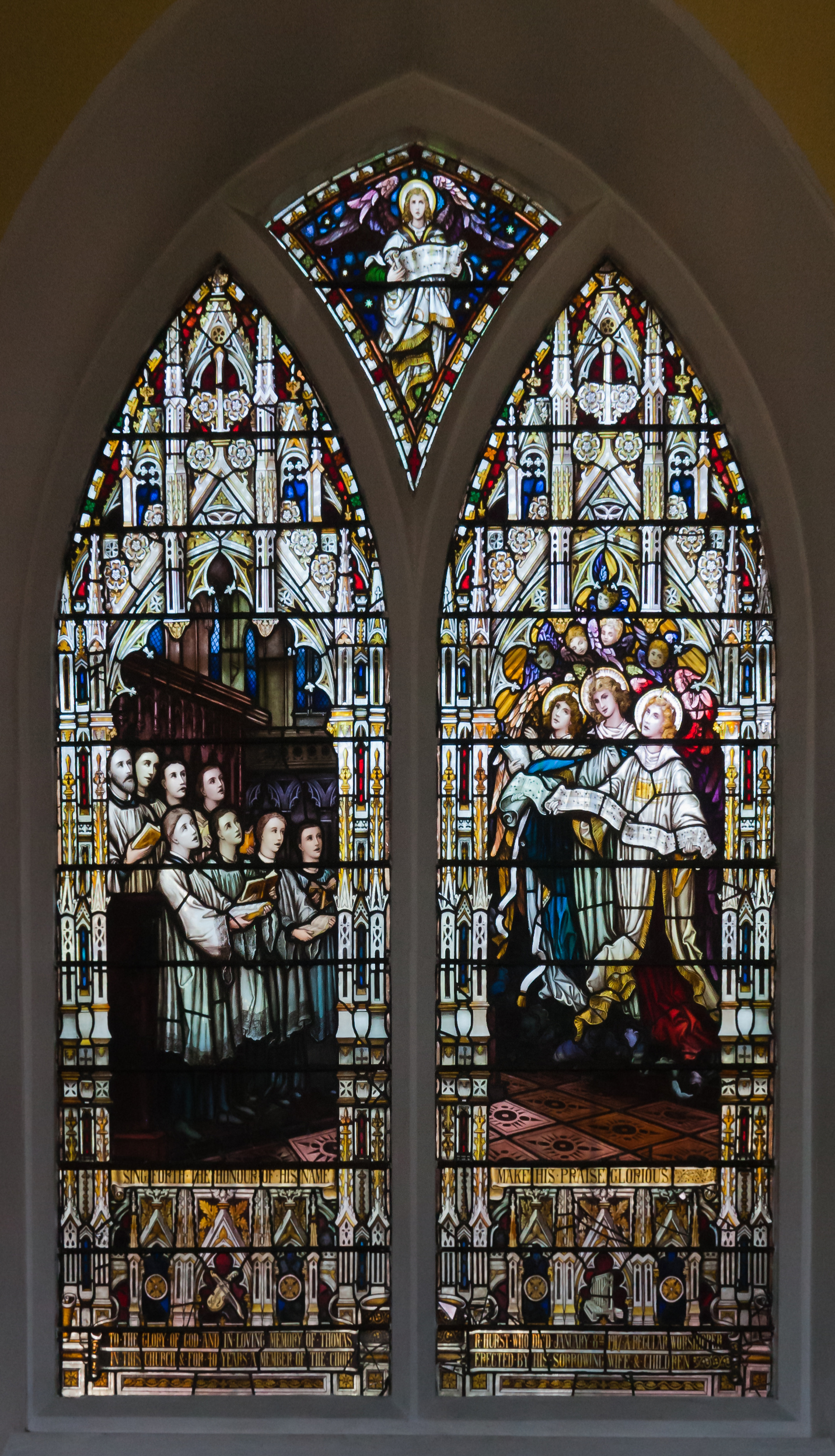
Vitrail de l'église Saint-Brendan à Bantry, représentant le Psaume 66: 2 : Chantez l'honneur de son nom (côté gauche) et rendez sa louange glorieuse (côté droit), créé c. 1917 par James Watson & Co., Youghal

1. Faites un bruit joyeux à Dieu, vous tous pays:
2. Chantez l'honneur de son nom : rendez sa louange glorieuse.
3. Dis à Dieu : Comme tu es terrible dans tes œuvres ! par la grandeur de ta puissance tes ennemis se soumettront à toi.
4. Toute la terre t'adorera et te chantera; ils chanteront ton nom. Sélah.
5. Venez voir les oeuvres de Dieu : il est terrible dans ce qu'il fait envers les enfants des hommes.
6. Il a changé la mer en terre sèche : ils ont traversé le déluge à pied : là nous nous sommes réjouis en lui.
7. Il règne par sa puissance pour toujours; ses yeux contemplent les nations : que les rebelles ne s'élèvent pas. Sélah.
8. O bénissez notre Dieu, peuple, et faites entendre la voix de sa louange :
9. Qui maintient notre âme dans la vie, et ne laisse pas nos pieds bouger.
10. Car toi, ô Dieu, tu nous as éprouvés : tu nous as éprouvés, comme l'argent est éprouvé.
11. Tu nous as amenés dans le filet; tu as mis l'affliction sur nos reins.
12. Tu as fait monter des hommes sur nos têtes; nous avons traversé le feu et l'eau; mais tu nous as fait sortir dans un lieu riche.
13. J'entrerai dans ta maison avec des holocaustes : je te rendrai mes vœux,
14. Ce que mes lèvres ont prononcé, et ma bouche a parlé, quand j'étais en difficulté.
15. Je t'offrirai des holocaustes de bêtes grasses, avec l'encens des béliers; J'offrirai des bœufs avec des boucs. Sélah.
16. Venez et écoutez, vous tous qui craignez Dieu, et je dirai ce qu'il a fait pour mon âme.
17. J'ai crié vers lui avec ma bouche, et il a été glorifié avec ma langue.
18. Si je considère l'iniquité dans mon cœur, le Seigneur ne m'entendra pas :
19. Mais en vérité, Dieu m'a entendu; il a écouté la voix de ma prière.
20. Béni soit Dieu, qui n'a pas détourné ma prière, ni sa miséricorde de moi.

## Usages liturgiques

### Dans le judaïsme
- Le verset 9 fait partie du paragraphe Ve'emunah Kal Zot qui est récité après le Shema[5].
- Il est récité le deuxième jour de Souccot dans certaines traditions, le deuxième jour de la Pâque dans certaines traditions et le sixième jour dans d'autres[2].

### Livre de prière commune
Dans le Book of Common Prayer de l'Église d'Angleterre, ce psaume est choisi comme lecture le soir du 12e jour du mois.

### Usage historique
[Venez et voyez] "ce que Dieu a fait" était le premier message envoyé par télégraphe en 1844. Le verset a été suggéré par Annie Ellsworth et inspiré du Psaume 66:5 et du Psaume 66:16. Debout dans la chambre de la Cour suprême, Samuel B. Morse a envoyé un message de 19 lettres à son assistant Albert Vail à Baltimore, qui a retransmis le message. Le Psaume 66:5 a été envoyé comme "Venez et voyez ce que Dieu a fait" tandis que le Psaume 66:16 était la réponse : "Venez et voyez ce que Dieu a fait pour moi".

## Musique
Heinrich Schütz a mis en musique le Psaume 66 dans un choral en allemand, "Jauchzet Gott, alle Lande sehr", SWV 163, dans le cadre du Becker Psalter, publié pour la première fois en 1628.